# 角筆
角筆（かくひつ）とは宮中の読書始などに用いる、字をさし示す筆記具。「かくひち」「つのふで」ともいう。
象牙や木などで筆の形に作った。また、訓点の記入にも用いられた。
角筆の主な素材は竹や木材で、江戸時代の松平定信が使用した象牙製のものも残存する。